# Imbira negrita
Imbira negrita ist eine südamerikanische Art der Landplanarien in der Unterfamilie Geoplaninae.

## Merkmale
Imbira negrita hat einen abgeflachten, länglichen Körper mit parallelen Seitenrändern und einer Länge von 50 bis 110 Millimetern. Die Rückenfärbung ist tiefschwarz, die Bauchseite zeigt einen elfenbeinfarbenen Ton. Die Augen verteilen sich entlang der Körperränder.
Die Testikel sind eiförmig und sind in ein bis zwei Reihen rückenseitig angeordnet. Der weibliche Kanal öffnet sich rückenseitig am hinteren Ende des weiblichen Atrium genitale.

## Verbreitung
Fundort des Holotyps war das Naturschutzgebiet Parque provincial Moconá in der argentinischen Provinz Misiones.

## Etymologie
Das Artepitheton kommt vom spanischen Begriff negrita, der in Südamerika umgangssprachlich für das deutsche Wort schwarz genutzt wird, was auf die Rückenfärbung anspielt.